# ルイス・フォン・アン
ルイス・フォン・アン博士（Dr. Luis von Ahn, 1979年8月19日 - ）はグアテマラ生まれの起業家、およびカーネギーメロン大学計算機科学部所属の准教授（associate professor）である。ルイス・フォン・アーンとも。彼はクラウドソーシングの発案者としてその先駆的立場にいることで有名であり、その技術を応用したreCAPTCHAという企業およびプロジェクトの創設者である。reCAPTCHAは2009年、Googleに売却されている。研究者として彼は、CAPTCHAおよびヒューマンベースト・コンピュテーション（Human-based computation, 人間の行為を基にした計算、並びにその計算リソースおよび計算力）分野などで業績を残しており、このことが彼の国際的な名声や数々の賞の授与につながっている。
彼には様々なフェローシップが授与されており、2006年にはマッカーサー基金によるMacArthur Fellowship（別名"genius grant", 「ジーニアス・グラント」とも呼ばれる）、2009年にはデイヴィッド・アンド・ルシール・パッカード財団のフェローシップおよびアルフレッド・P・スローン財団のスローン・フェローシップ、並びに2007年にはマイクロソフトの"New Faculty Fellowship"がそれぞれ与えられている。また、彼は科学雑誌ディスカバーの「科学における最優秀頭脳50名」（50 Best Brains in Science）の一人に選ばれており、加えて他にもポピュラーサイエンス誌の「10名の秀才」（Brilliant 10）、Silicon.comの「テクノロジーにおける最も影響力のある50名」（50 Most Influential People in Technology）、テクノロジー・レビュー誌のTR35: Young Innovators Under 35（「35歳以下の若きイノベーター」）、およびファスト・カンパニー誌の「ビジネス界の最もクリエイティブな100名」（100 Most Creative People in Business）など多くの賞リストに自身の名を連ねている。
グアテマラの有力紙、シグロ・ベインテウノ新聞は、「2009年の時の人」（personaje del año 2009, person of the year in 2009）に彼を選出した。2011年、フォーリン・ポリシースペイン語版は、イベロアメリカにおける最も影響力のある知識人に彼を選んだ。

## 生い立ち
ルイス・フォン・アンはグアテマラシティで生まれ育ち、グアテマラ系ドイツ人である。アメリカン・スクール・オブ・グアテマラにて勉学に励み、同校を1996年卒業。その後渡米し、2000年、デューク大学を首席で卒業し数学士の学位を得る（B.S. summa cum laude in mathematics）。カーネギーメロン大学の博士課程に進み、指導教官マヌエル・ブラムのもと研究を行う。ブラムは、ルイスを含め計算機科学分野にて極めて有名な研究者多数の指導教官として非常に良く知られている。2005年、同大学にてPh.D.を授与される。
2011年、彼の業績を称え「A・ニコ・ハーバーマン記念計算機科学部議長」（A. Nico Habermann Chair in the School of Computer Science）という役職が与えられることとなった。同職はオランダ人の計算機科学者で同学部改組後の初代学部長を務めたニコ・ハーバーマンを記念し設置された役職であり、同学部内において類稀な才能を持つ若き研究者を対象に3年毎に選出するものとなっている。
その他、reCAPTCHA売却直後の2009年から2011年までGoogleのStaff Research Scientistでもあった。

## 業績
ルイスの初期の研究テーマは暗号理論分野に属すものであった。ニコラス・J・ホッパー（Nicholas J. Hopper）およびジョン・ランフォード両名の協力により、彼はステガノグラフィーの厳密な定義を初めて与えることに成功し、さらに秘密鍵ステガノグラフィー（private-key steganography）が可能であることを証明した。
2000年、彼はCAPTCHAというコンピュータ生成テストに関する研究の草分け的業績を指導教官ブラムの協力のもと達成することができた。CAPTCHAは、コンピュータが生成するテストではあるが、人間にとっては型に嵌った動作でクリアできるものであるにもかかわらず、コンピュータ自身が未だクリアできないテストである。ウェブサイトはこのからくりを利用して、自動化プログラムやインターネットボットによる大規模な不正利用を防いでいる。例えば、アカウントの大量自動発行や、ダフ屋の転売目的でのチケットの大量購入などをウェブサイト上でできなくする。
ニューヨーク・タイムズおよびUSAトゥデイなどの新聞、ディスカバリーチャンネルおよびPBSのテレビ番組NOVA scienceNOWなどの映像メディア、並びにその他主流メディアでCAPTCHAが取り上げられたため、開発者であるルイスの名声は広く一般の大衆にまで初めて広まった。
2005年、彼のPh.D.論文は完成した。この論文はヒューマン・コンピュテーション（human computation）という用語が使われた初めての出版物である。それは、人間とコンピュータどちらが欠けても解答することが不可能な問題に対し、人間の知能と計算機を組み合わせて解く手法を表す彼の造語である。
ルイスのPh.D.論文にはもう一つ、世に与えた初めての業績が含まれている。それは目的を伴うゲーム（Games With A Purpose, GWAP）に関する研究である。これは、人間がゲームをプレイする際に、その副作用として有益な計算リソースを生み出す性質を持つゲームである。この研究に関する最も有名な例がESPゲームと呼ばれるオンライン・ゲームである。これは参加者から無作為に選んだ2人に同時にある共通の画像を見せて、互いにコミュニケーションを取ることなく、その画像から連想される語句を各人が制限時間内に入力し、もし両者が一致すれば点を与えるというルールを持つ。実はこのゲームは解答データを蓄積しており、このゲームを人間が数多くこなすことで、当該画像から連想されるフレーズや言葉が結果的には正確性を帯びるようになる。そして、首尾よくデータベースに収められたデータを画像検索技術の正確性向上に充てることができる。のちに"ESP game"はGoogle Image Labelerという形でGoogleにライセンスされ、Google画像検索の正確性向上に利用されることとなった（Google Image Labelerサービスは2011年秋季に廃止されたが大本の"ESP game"は2012年現在も運営中である）。
ルイスの研究に基づき設計されたゲームにより、メインストリーム・メディアにて彼の報道がさらに目立つようになった。彼の論文を称え、カーネギーメロン大学計算機科学部はのちに「最優秀博士論文賞」（Best Doctoral Dissertation Award）を彼に与えている。
2006年7月、彼はGoogle Tech Talkにて「人間によるコンピュテーション」（Human Computation）と題する講演を行った。講演は如何にして人間の無駄なリソースを有用な事業に充てるかというクラウドソーシングに関するもので、講演の映像に関する評判が口コミで広がり、視聴数は100万超を数えた。
2007年、ルイスはreCAPTCHAを発明した。これは単なる新型のCAPTCHAというわけではなく、CAPTCHAを解答する際のリソースを紙媒体の書籍の電子化に活かすものである。reCAPTCHAはユーザに向けて文字が書かれた画像を表示するが、この文字は電子化の対象となる紙の古書に直接由来するものであり、OCRで認識できなかった文字を人間に解読させることを意図してウェブ経由で送信される。reCAPTCHAは現在100,000超のウェブサイトにて採用され、日々4千万超の語句を解読している。
2011年からは、彼はDuolingoという外国語学習プラットフォームの開発を開始した。このプロジェクトは、何百万もの人間の力を結集し、外国語を学習すると同時にウェブ上のテキストを各主要言語で翻訳することをその目的としている。2015年現在、このサービスはユーザー数が1億人を超え、Google PlayとApple App Storeの各教育カテゴリーで最もダウンロードされているアプリとなった。

## 教育活動
ルイスは教育活動において一風変わったテクニックを多数用いており、彼の教育活動に対しても所属するカーネギーメロン大学は複数回顕彰している。2008年冬季からは、彼は同大学にて"Science of the Web"との表題が付いた新設の講座を担当している。この講座はゲーム理論とグラフ理論を絡めて、検索技術、クラウドソーシング、およびウェブ・マーケティングのからくりを学生に分析させるものとなっている。